# Centre de perfectionnement aux actions post-conflictuelles de déminage et de dépollution
Le Centre de perfectionnement aux actions post-conflictuelles de déminage et de dépollution (ou  CPADD) a pour vocation d'apporter conseil et assistance aux pays africains touchés par le problème des mines terrestres et munitions non explosées. Il propose des formations répondant aux besoins des programmes de déminage humanitaire et des opérations de maintien de la paix qui sont engagés sur le continent africain.

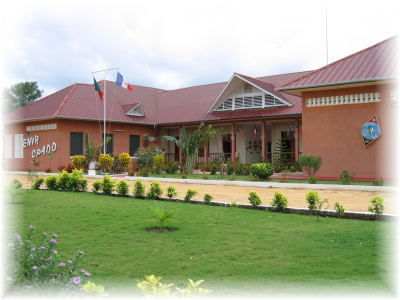
Bâtiment principal du CPADD

## Historique
En février 2001, le séminaire de Bamako appelle les pays africains signataires de la convention sur l'interdiction des mines antipersonnel à mettre en œuvre les engagements pris, en particulier à travers une coopération régionale.
C’est dans ce cadre qu’avec le soutien de la France, le Bénin a annoncé la création d’une « école nationale à vocation régionale » spécialisée dans la formation au déminage humanitaire plus connue sous le sigle « CPADD », le « centre de perfectionnement aux actions post-conflictuelles de déminage et de dépollution ».
Implanté en 2002 au cœur de la ville historique de Ouidah (Sud Bénin), le CPADD est un centre de formation dont la vocation d’apporter conseil et assistance aux pays africains touchés par la problématique des mines et engins explosifs. Il propose notamment des formations répondant aux besoins des programmes de déminage humanitaire et des opérations de maintien de la paix.
Le CPADD a été inauguré le 25 avril 2003 par Pierre Osho en qualité de ministre de la Défense nationale, en présence de François Minin, ambassadeur de France, et Gérard Chesnel, ambassadeur chargé de l’action pour le déminage et l’assistance aux victimes des mines antipersonnel.

## Formations proposées

### Formations francophone

#### Formateurs aux techniques de base de déminage et de dépollution
- Le but de ce stage consiste à former des cadres destinés à occuper, au sein d’une unité militaire, d’un centre de lutte Antimines, voire d’une organisation de déminage humanitaire, les fonctions de formateur spécialisé dans l’enseignement des techniques de base de déminage et de dépollution à caractère humanitaire.
- Les enseignements dispensés au cours de ce stage permettent aux futurs formateurs d’acquérir une grande aisance pédagogique. Par ailleurs, les connaissances et savoir-faire techniques qui leur sont inculqués sont en conformité avec les normes internationales de la lutte antimines (NILAM) édictées par les nations unies, ce qui confère à cette formation une vocation internationale.
- À l’issue de leur stage au CPADD, les formateurs sont capables de préparer, organiser et conduire des sessions de formation et plus particulièrement à enseigner les techniques de base de déminage et de dépollution. Ils peuvent ainsi participer, chacun dans leur pays d’origine, à la création d’une capacité nationale de déminage humanitaire pouvant être engagée dans le cadre de missions de maintien de la paix ou au sein d’un programme de déminage humanitaire mis en œuvre sous l’égide des Nations unies.
- Enfin, ce stage inclus la formation de chef de section de déminage humanitaire chargé de l’encadrement opérationnel d’une trentaine de démineurs (cf.43).

#### Officiers EM 2D (officiers opérations)
- Le but de ce stage consiste à former des cadres susceptibles d’occuper, au sein d’une unité militaire, d’un centre de lutte Antimines, voire d’une organisation de déminage humanitaire, les responsabilités inhérentes à la conception et à la gestion des opérations engagées sur le terrain.
- Directement placé sous l’autorité du directeur de programme ou du chef de la cellule G3 2D dans le cas d’une mission de maintien de la paix, l’officier opérations est également responsable de la gestion du processus de garantie de la qualité concernant l’ensemble des activités du programme de lutte antimines duquel il dépend.

#### Chefs de section de déminage et de dépollution pyrotechnique
- Le stage a pour but de former des cadres susceptibles d’occuper, au sein d’une unité militaire ou d’une organisation de déminage humanitaire, les responsabilités inhérentes à la conduite des opérations de déminage et de dépollution pyrotechnique sur le terrain, à la tête d’un élément de déminage humanitaire d’une trentaine de démineurs.
- Le chef de section de déminage et de dépollution pyrotechnique est chargé de l’organisation et de la conduite des opérations d’élimination des mines et engins explosifs sur la portion de terrain qui lui a été attribuée.
- Enfin, il est le garant du strict respect des normes internationales dans tous les aspects de la mission qui lui est confiée.

#### Inspecteurs d’assurance et de contrôle de la qualité
- Le stage a pour but de former des cadres susceptibles d’occuper, au sein d’une unité militaire, d’un centre de lutte Antimines, voire d’une organisation de déminage humanitaire, les responsabilités inhérentes à la gestion de tous les aspects du processus de garantie de qualité liés aux opérations d’élimination des mines et engins explosifs.
- Responsable auprès du directeur de programme, voire de l’officier chargé des opérations, l’inspecteur d’assurance qualité veille au développement et à l’application des normes techniques du début à la fin des opérations de déminage incluant la planification, la formation des opérateurs et toutes les phases menant à l’élimination da la menace.
- Il est par ailleurs responsable de l’ultime étape de contrôle de la qualité qui intervient entre la fin d’une opération de déminage et la restitution du terrain déminé.

#### EOD 2

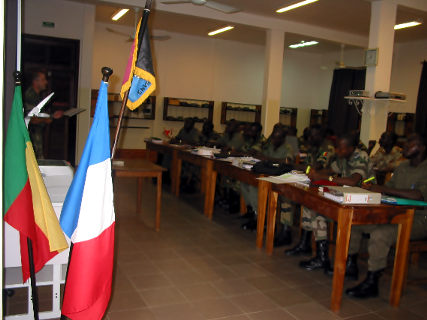
Séance d'instruction au CPADD

- Le but de ce stage consiste à former des cadres aptes à participer, au sein d’une unité militaire, d’un centre de lutte Antimines, voire d’une organisation de déminage humanitaire, aux opérations d’élimination par explosion des munitions atmosphériques terrestres jusqu’à 84 mm de diamètre, susceptibles d’être rencontrées au cours d’opérations de déminage et de dépollution à caractère humanitaire
- La qualification « artificier de niveau 2 » confère au spécialiste qui la détient les compétences nécessaires pour participer, au sein d’une équipe encadrée par un spécialiste de niveau 3, à la destruction in situ ou en fourneau des catégories de munitions suivantes : mines terrestres, sous-munitions, grenades, roquettes, projectiles d’artillerie et de mortier à l’exception des munitions à chargement non conventionnel.

#### EOD 3
- Le but de ce stage consiste à former des cadres aptes à participer, au sein d’une unité militaire, d’un centre de lutte Antimines, voire d’une organisation de déminage humanitaire, aux opérations d’élimination par explosion des munitions atmosphériques terrestres jusqu’à 240mm de diamètre, susceptibles d’être rencontrées au cours d’opérations de déminage et de dépollution à caractère humanitaire.
- La qualification « artificier de niveau 3 » confère au spécialiste qui la détient les compétences nécessaires pour procéder, en sécurité, à la destruction in situ ou en fourneau des catégories de munitions suivantes : mines terrestres, sous-munitions, grenades, roquettes, projectiles d’artillerie et de mortier de tous types à l’exception des munitions à chargement non conventionnel.
- Enfin, placé sous la direction et la supervision technique d’un artificier titulaire de la qualification Niveau 4, le spécialiste niveau 3 peut participer aux opérations de neutralisation des munitions découvertes sur un chantier de déminage ou de dépollution pyrotechnique afin de pouvoir les déplacer en sécurité vers leur lieu de destruction.

#### Techniques de base de déminage et de dépollution
- Stage de formation des opérateurs aux techniques de base du déminage humanitaire. Ce personnel une fois qualifié sera affecté au sein des unités de déminage.
- Les connaissances et savoir-faire acquis durant cette formation permettent au démineur de procéder, en sécurité, aux opérations de détection et de dégagement des mines et engins explosifs en vue de leur destruction.

#### Remise à niveau des formateurs aux techniques de base de déminage et de dépollution
- Cette formation s’adresse aux cadres détenteurs de la qualification de formateur obtenue au CPADD.
- Elle vise à remettre les connaissances des formateurs en conformité avec l’évolution des standards de la lutte Antimines.
- Elle vise également à leur faire appréhender l’évolution de la menace ainsi que les  nouveaux moyens d’intervention.

#### Module d’éducation et de prévention au danger des mines et engins explosifs
- Ce module s’adresse au personnel militaire quelle que soit son arme et armée de rattachement ainsi qu’au membres des organisations internationales, ONG, etc. susceptibles d’être confrontés à la présence de mines et munitions au cours de leurs activités professionnelles.
- Il vise informer les stagiaires sur la menace que représente les mines et engins explosifs issus des conflits armés et à leur inculquer des règles de comportement à adopter dans un environnement à risque

#### Module de pré déploiement au profit de personnel militaire et civil
- Ce module de formation s’adresse aux unités engagées dans les opérations de maintien de la paix ou de programmes humanitaires sur le continent africain durant la phase préparatoire à leur engagement opérationnel.
- Son contenu est essentiellement tourné vers l’acquisition de règles de comportement de savoir-faire techniques. Agrémenté de mise en situation et de résolutions de cas concrets, il a pour but l’aguerrissement des unités dans un environnement potentiellement pollué par des mines, pièges et munitions non explosées.

### Formations anglophone

#### Formateurs aux techniques de base de déminage et de dépollution
- Identique au stage de formation de formateurs francophone précité, cette formation est dispensée en langue anglaise et s’adresse aux pays d’Afrique anglophone touchés par le problème des mines antipersonnel.